# 松阪ゆうき
松阪 ゆうき（まつざか ゆうき、10月12日 - ）は、日本の演歌歌手、民謡歌手。所属レコード会社は徳間ジャパンコミュニケーションズ。所属事務所はオフィスコットン。

## 略歴
三重県鈴鹿市出身。血液型O型。武蔵野音楽大学音楽学部声楽学科卒業。
2004年11月17日、日本テレビの『ものまねバトル☆CLUB』でものまねタレントとしてデビュー。以降、ミュージカル俳優、ボイストレーナー、舞台歌唱指導、ナレーターとしても活動。現在はオフィスコットンに所属。
民謡を原田直之に師事。
2015年10月21日、日本コロムビアから「ふるさと帰り」で演歌歌手「松阪ゆうき」としてメジャー・デビュー。
2018年4月1日、徳間ジャパンコミュニケーションズへ移籍し、「俺の空」をリリース。
2019年5月22日、「令和夢追い太鼓」をリリース。6月3日付で初のオリコン週間演歌・歌謡チャートで1位を獲得。
2020年10月7日、第3弾「遥かな人よ」をリリース。当初、同年6月3日に発売予定だったが、新型コロナウイルスの影響で延期となった。
2021年12月1日、自身初のフルアルバム「ファースト・アルバム〜遥かな人よ〜」を発売。
2022年11月9日、第4弾「真実(ほんとう)の愛」を発売。オリコン週間演歌・歌謡チャートで2位を獲得する。

## 人物
- 小さいころから民謡、演歌に親しむ。高校では福祉を学び、大学では声楽を学んだ。
- 資格：中学・高校の音楽教員免許、介護福祉士、温泉ソムリエ[1]
- 特技：ものまね（30人以上）、声楽、ピアノ、書道三段[1]
- 趣味：飛行機、温泉めぐり、映画鑑賞、舞台鑑賞[3]
- 好きな食べ物：寿司、焼肉、オムライス[3]

## ディスコグラフィ

### シングル
- 1〜3：日本コロムビア（2015年〜2017年）、4以降：徳間ジャパン（2018年〜）

| # | 発売日          | 曲順 | タイトル                    | 作詞       | 作曲     | 編曲       | オリコン 最高順位 | 規格品番             |
| - | --------------- | ---- | --------------------------- | ---------- | -------- | ---------- | ----------------- | -------------------- |
| 1 | 2015年 10月21日 | 01   | ふるさと帰り                | 藤原良     | 榊薫人   | 伊戸のりお | -                 | COCA-17075           |
| 1 | 2015年 10月21日 | 02   | 佐渡は四十九里              | 伊沢辰雄   | 田崎勝正 | 伊戸のりお | -                 | COCA-17075           |
| 2 | 2016年 5月25日  | 01   | 南部恋うた                  | 藤原良     | 大谷明裕 | 伊戸のりお | -                 | COCA-17167           |
| 2 | 2016年 5月25日  | 02   | 好きだよ                    | 美樹克彦   | 美樹克彦 | 伊藤精一   | -                 | COCA-17167           |
| 3 | 2017年 6月28日  | 01   | 愛の欠片                    | 友利歩未   | 水森英夫 | 前田俊明   | -                 | COCA-17308           |
| 3 | 2017年 6月28日  | 02   | 伊勢の女                    | 幸田りえ   | 南乃星太 | 周防泰臣   | -                 | COCA-17308           |
| 3 | 2017年 6月28日  | 03   | イヨマンテの夜              | 菊田一夫   | 古関裕而 | 前田俊明   | -                 | COCA-17308           |
| 4 | 2018年 4月25日  | 01   | 俺の空                      | やしろよう | 浜圭介   | 伊戸のりお | -                 | TKCA-91037 (タイプA) |
| 4 | 2018年 4月25日  | 02   | 千年駅                      | 渡辺なつみ | 浜圭介   | 伊戸のりお | -                 | TKCA-91037 (タイプA) |
| 4 | 2018年 4月25日  | 02   | 母なる大地の子守唄          | 渡辺なつみ | 浜圭介   | 若草恵     | -                 | TKCA-91038 (タイプB) |
| 5 | 2019年 5月22日  | 01   | 令和夢追い太鼓              | 渡辺なつみ | 浜圭介   | 伊戸のりお | 34位              | TKCA-91164           |
| 5 | 2019年 5月22日  | 02   | 遠い空                      | やしろよう | 浜圭介   | 田代修二   | 34位              | TKCA-91164           |
| 6 | 2020年 10月7日  | 01   | 遥かな人よ                  | 友利歩未   | 浜圭介   | 若草恵     | 39位              | TKCA-91283           |
| 6 | 2020年 10月7日  | 02   | ふるさと日本、しあわせ音頭! | 結木瞳     | 宮下健治 | 伊戸のりお | 39位              | TKCA-91283           |
| 6 | 2020年 10月7日  | 03   | 遥かな人よ〜情熱編〜        | 友利歩未   | 浜圭介   | 若草恵     | 39位              | TKCA-91283           |
| 7 | 2022年 11月9日  | 01   | 真実の愛                    | 石原信一   | 浜圭介   | 若草恵     | 35位              | TKCA-91460           |
| 7 | 2022年 11月9日  | 02   | おーい!しあわせくん         | 結木瞳     | 佐瀬寿一 | 矢田部正   | 35位              | TKCA-91460           |
| 8 | 2024年 5月8日   | 01   | 黄昏のシルエット            | 松井五郎   | 浜圭介   | 安部潤     | 22位              | TKCA-91566           |
| 8 | 2024年 5月8日   | 02   | あの夏の蜃気楼              | 友利歩未   | 樋口義高 | 猪股義周   | 22位              | TKCA-91566           |
| 9 | 2025年 6月11日  | 01   | まにまにのまに              | 大柴 広己  | 大谷明裕 | 西村真吾   |                   | TKCA-91625           |
| 9 | 2025年 6月11日  | 02   | 恋花火                      | 友利 歩未  | 大谷明裕 | 西村真吾   |                   | TKCA-91625           |

### アルバム
| 発売日         | タイトル                         | 規格品番   |
| -------------- | -------------------------------- | ---------- |
| 2015年12月16日 | ゆうきと民謡の旅1                | COCP-39409 |
| 2018年9月5日   | ゆうきの民謡紀行                 | TKCA-74705 |
| 2021年12月1日  | ファースト・アルバム〜遥かな人よ | TKCA-74995 |

## 出演

### テレビ
- うたなび!（TOKYO MX・BS12トゥエルビ ほか）

### ラジオ
- 松阪ゆうきのスマイルラジオ（2021年11月6日 - 2024年3月31日、ぎふチャン）

### ミュージカル・舞台
- 音楽劇『三文オペラ』（2009年、シアターコクーン、宮本亜門演出）
- ミュージカルロマンス『ドラキュラ伝説〜千年愛〜』（2010年、新国立劇場 中劇場 ほか）
- ミュージカル
  - 『レ・ミゼラブル』（2011年、帝国劇場）
  - 『ジキル&ハイド』（2012年、日生劇場）
  - 『シラノ』（2013年、日生劇場）
- 百花繚乱 華FUBUKI（2018年2月2日、日本特殊陶業市民会館）
- 桑名歌謡コンサート（2018年2月23日、桑名市民会館）
- 春秋会男組第5回公演（2018年3月24-27日、三越劇場）
- 大阪 流行歌ライブ（2018年5月16日、BIG CAT）